# Distretto di Fangshan
Il distretto di Fangshan (cinese semplificato: 房山区; cinese tradizionale: 房山區; mandarino pinyin: Fángshān Qū) è un distretto di Pechino. Ha una superficie di 1.994 km² e una popolazione di 768.000 abitanti al 2010.